# Jean-Bernard Lévy (Manager)

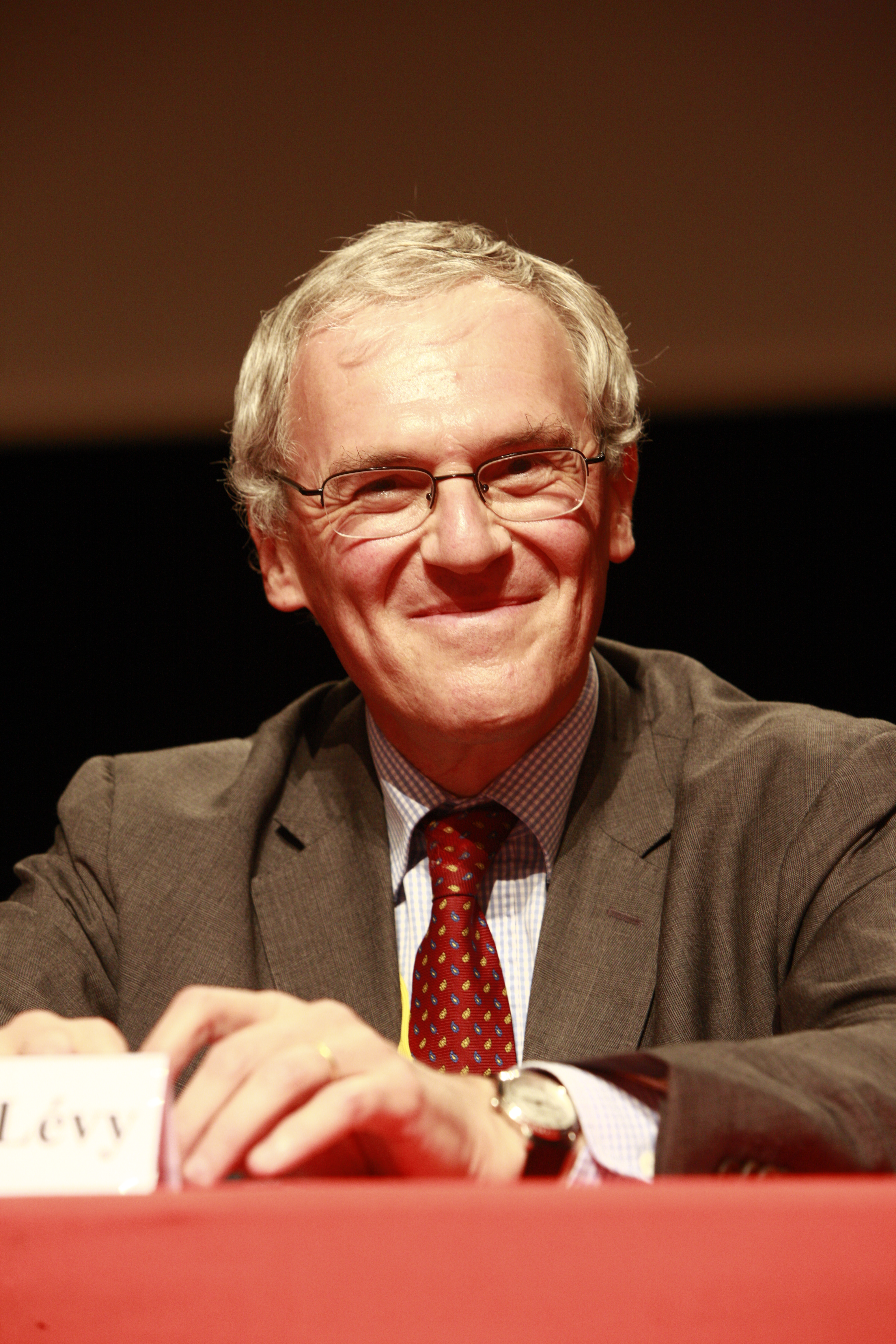
Jean-Bernard Lévy

Jean-Bernard Lévy (* 18. März 1955 in Suresnes, Département Hauts-de-Seine, Frankreich) ist ein französischer Manager.

## Leben
Lévy ist Sohn eines Arztes und besuchte die Schule Lycée Pasteur von Neuilly-sur-Seine. Er studierte Ingenieurwesen an der École polytechnique und an der Télécom ParisTech in Paris. Nach seinem Studium war er ab 1979 für France Télécom in Angers tätig. Ab 1986 war er im französischen Ministerium für Post und Telekommunikation als technischer Berater unter Staatssekretär Gérard Longuet tätig. Lévy ist seit 2009 Vorsitzender des französischen Unternehmens Activision Blizzard. Seinen Vorsitz im französischen Unternehmen Vivendi, den er als CEO seit 2002 innehatte, gab er im Juni 2012 nach Streitigkeiten mit dem Unternehmensvorstand auf. Von Dezember 2012 bis Ende 2014 leitete er den französischen Weltkonzern Thales. Seit 2015 leitet er den französischen Energiekonzern EDF.